# Понте ди Толе (Фрозиноне)
Понте ди Толе је насеље у Италији у округу Фрозиноне, региону Лацио.
Према процени из 2011. године у насељу је живело 95 становника. Насеље се налази на надморској висини од 567 m.